# Polateli (district)
Polateli is een Turks district in de provincie Kilis en telt 5.190 inwoners (2017). Het district heeft een oppervlakte van 220,0 km².
De bevolkingsontwikkeling van het district is weergegeven in onderstaande tabel.
| 1997  | 2000  | 2007  | 2017  |
| ----- | ----- | ----- | ----- |
| 6.038 | 5.450 | 5.488 | 5.190 |

Een ruime meerderheid woont op het platteland: slechts duizend mensen woonden in het stadje Polateli. Daarmee is Polateli het kleinste stadje in Turkije. De bevolking daalt in een rap tempo vanwege emigratie naar grotere steden. 